# Haverhill (New Hampshire)
Haverhill – miasto w Stanach Zjednoczonych, w stanie New Hampshire, w hrabstwie Grafton.